# Харківський завод спеціальних машин
Харківський завод спеціальних машин (ХЗСМ) — державне підприємство військово-промислового комплексу України, засноване 1987 року.
Після створення в грудні 2010 року державного концерну «Укроборонпром», завод був включений до складу концерну. 
З 2010 року завод освоїв випуск універсальних майстерень для обслуговування різних видів спецтехніки. Надалі, був налагоджений серійний випуск майстерень типу МТО-1, МТО-2, КПМ, СРЗ-А

## Сучасний стан
На початку лютого 2014 завод уклав контракт з Харківського приладобудівного заводу ім. Т. Г. Шевченка на поставку 10 комплектів приладових панелей для бронетехніки (загальною вартістю 1 млн. гривень).
У травні 2014 на заводі працювали близько 500 чоловік і було близько 1200 одиниць обладнання.
Навесні 2014 по результатами перевірки діяльності заводу була виявлена недостача 62 одиниць автомобільної техніки міністерства оборони України загальною вартістю понад 1,4 млн. гривень, що знаходилася на зберіганні на території заводу. Надалі, було встановлено, що техніка була втрачена в 2007—2009 рр..
На початку червня 2015 ДК «Укроборонпром» оголосив конкурс на посаду директора Харківського заводу спеціальних машин (оскільки колишній директор був знятий з посади).
У червні 2015 міністерство оборони України виділило заводу кошти на виконання ремонту пошкоджених автомашин «Урал».
Згідно зі звітом ДК «Укроборонпром» протягом 2015 року завод виконав ремонт кількох десятків бронетранспортерів БТР-60 і БТР-70, а також капітальний ремонт евакотягачів КЕТ-Л, вантажівок Урал-4320, УРАЛ-43202, а також КПП для Урал-4320